# Valle del Noce
Valle del Noce este o arie protejată (arie specială de conservare — SAC, sit de importanță comunitară — SCI) din Italia întinsă pe o suprafață de 968 ha, integral pe uscat.

## Localizare
Centrul sitului Valle del Noce este situat la coordonatele 39°58′57″N 15°47′47″E / 39.9824°N 15.7963°E.

## Înființare
Situl Valle del Noce a fost declarat sit de importanță comunitară în septembrie 1995 pentru a proteja 68 de specii de animale. Situl a fost protejat și ca arie specială de conservare în septembrie 2013.

## Biodiversitate
Situată în ecoregiunea mediteraneană, aria protejată conține 8 habitate naturale: Pante stâncoase calcaroase cu vegetație casmofită, Râuri mediteraneene cu debit permanent cu specii de Paspalo-Agrostidion și galerii riverane de Salix și de Populus alba, Păduri panonice-balcanice de stejar turcesc - stejar sesil, Păduri de Quercus ilex și Quercus rotundifolia, Tufărișuri termo-mediteraneene și de pre-deșert, Pajiști uscate seminaturale și facies de acoperire cu tufișuri pe substraturi calcaroase (Festuco-Brometalia) (* situri importante pentru orhidee), Pseudostepă cu ierburi și specii anuale de Thero-Brachypodietea, Grohotișuri termofile și vest-mediteraneene.
La baza desemnării sitului se află mai multe specii protejate:
- păsări (58): uliu păsărar (Accipiter nisus), fluierar de munte (Actitis hypoleucos), pițigoi codat (Aegithalos caudatus), pescăruș albastru (Alcedo atthis), rață mare (Anas platyrhynchos), fâsă de pădure (Anthus spinoletta), lăstunul mare (Apus apus), Apus pallidus, acvilă de munte (Aquila chrysaetos), stârc cenușiu (Ardea cinerea), șorecarul comun (Buteo buteo), caprimulg (Caprimulgus europaeus), sticlete (Carduelis carduelis), Certhia brachydactyla, Cettia cetti, mierla de apă (Cinclus cinclus), șerpar (Circaetus gallicus), erete de stuf (Circus aeruginosus), erete vânăt (Circus cyaneus), Cisticola juncidis, porumbel gulerat (Columba palumbus), corb (Corvus corax), cioară neagră (Corvus corone), pițigoi albastru (Cyanistes caeruleus), lăstun de casă (Delichon urbicum), presură de munte (Emberiza cia), presură bărboasă (Emberiza cirlus), măcăleandru (Erithacus rubecula), șoim călător (Falco peregrinus), vânturel roșu (Falco tinnunculus), muscar-gulerat (Ficedula albicollis), cinteză (Fringilla coelebs), gaiță (Garrulus glandarius), sfrâncioc roșiatic (Lanius collurio), câneparul (Linaria cannabina), ciocârlie de pădure (Lullula arborea), prigoare (Merops apiaster), gaia neagră (Milvus migrans), gaia roșie (Milvus milvus), mierlă de piatră (Monticola saxatilis), mierlă albastră (Monticola solitarius), codobatură galbenă (Motacilla alba), codobatură de munte (Motacilla cinerea), grangur (Oriolus oriolus), ciuf-pitic (Otus scops), pițigoi mare (Parus major), codroș de munte (Phoenicurus ochruros), ciocănitoarea verde (Picus viridis), pițigoi sur (Poecile palustris), Ptyonoprogne rupestris, mărăcinar (Saxicola rubetra), huhurez mic (Strix aluco), silvie cu cap negru (Sylvia atricapilla), silvie roșcată (Sylvia cantillans), silvie mediteraneană (Sylvia melanocephala), Tachymarptis melba, pănțărușul (Troglodytes troglodytes), mierlă (Turdus merula)
- amfibieni (1): Bombina pachypus
- mamifere (4): lupul (Canis lupus), vidră de râu (Lutra lutra), liliacul mare cu potcoavă (Rhinolophus ferrumequinum), liliacul mic cu potcoavă (Rhinolophus hipposideros)
- nevertebrate (1): Coenagrion mercuriale
- pești (3): Alburnus albidus, Lampetra fluviatilis, Rutilus rubilio
- reptile (1): șarpele cu patru dungi (Elaphe quatuorlineata)

Pe lângă speciile protejate, pe teritoriul sitului au mai fost identificate 14 specii de plante, 4 specii de amfibieni, 11 specii de mamifere, 10 specii de nevertebrate, 4 specii de pești, 9 specii de reptile.